# 긴급자동차
긴급자동차(緊急自動車, 영어: emergency vehicle)는 인명 구조나 화재진화 등과 같이 긴급한 이유로 시급을 요하는 업무에 이용하는 자동차를 말하며, 사이렌 및 경광등을 장착하고 있다.

## 법률상 정의
《도로교통법》 제2조의 22호에 의하면 그 본래의 긴급한 용도로 사용되고 있는 자동차를 말하며, 소방자동차, 구급자동차와 그 밖에 대통령령이 정하는 자동차를 말한다. 그 밖에 대통령령이 정하고 있는 자동차는 《도로교통법 시행령》 제2조에 의하면 아래와 같다.
- 경찰용 자동차 중 범죄수사·교통단속 그 밖에 긴급한 경찰업무수행에 사용되는 자동차
- 국군 및 주한국제연합군용 자동차 중 군내부의 질서유지나 부대의 질서있는 이동을 유도하는데 사용되는 자동차
- 수사기관의 자동차 중 범죄수사를 위하여 사용되는 자동차
- 아래의 시설이나 기관의 자동차 중 도주자의 체포 또는 피수용자·피관찰자의 호송·경비를 위하여 사용되는 자동차
  - 교도소·소년교도소·구치소 또는 보호감호소
  - 소년원 또는 소년분류심사원
  - 보호관찰소
- 국내외 요인에 대한 경호업무수행에 공무로서 사용되는 자동차

- 아래의 경우에는 사용하는 사람이나 기관 등의 신청에 의해 지방경찰청장이 지정하는 경우에만 긴급자동차로 지정된다.
  - 전기사업·가스사업 그 밖의 공익사업기관에서 위험방지를 위한 응급작업에 사용되는 자동차
  - 민방위업무를 수행하는 기관에서 긴급예방 또는 복구를 위한 출동에 사용되는 자동차
  - 도로관리를 위하여 사용되는 자동차 중 도로상의 위험을 방지하기 위한 응급작업 및 운행이 제한되는 자동차를 단속하기 위하여 사용되는 자동차
  - 전신·전화의 수리공사 등 응급작업에 사용되는 자동차와 우편물의 운송에 사용되는 자동차 중 긴급배달 우편물의 운송에 사용되는 자동차 및 전파감시업무에 사용되는 자동차

- 이외에도 경찰용 긴급자동차에 의해 유도되고 있는 자동차, 국군 및 주한국제연합군용의 긴급자동차에 의하여 유도되고 있는 국군 및 주한국제연합군의 자동차와 생명이 위급한 환자나 부상자 또는 수혈을 위한 혈액을 운반 중인 자동차도 긴급자동차로 본다.

## 긴급자동차의 종류
- 경찰차(순찰차)
- 싸이카(경찰·헌병 오토바이)
- 소방차
- 소방 모터사이클(소방 오토바이)
- 구급차(앰뷸런스)
- 모터사이클 앰뷸런스

## 경광등색깔
경광등(警光燈)은 용도에 따라 색을 구분시키며, 적색, 황색, 녹색, 청색 등이 있다.
옛날에는 반사판 회전방식을 사용하였지만 현재는 LED 점멸방식을 사용하고 있다.
경광등은 긴급자동차 및 구난형 특수차량하고 도로의 청소를 위한 노면청소용 자동차에만 설치할 수 있으며 차량 부품의 성능하고 기준에 관한 규칙이 정한 기준에 맞아야 한다.
또한, 법적으로 가능하다고 해도 지역경찰청장의 승인을 받아야 하며, 승인 없이 임의로 장착하면 범칙금이 부과된다.
| 구분                           | 색깔              | 용도 |
| ------------------------------ | ----------------- | --- |
| 경찰업무용                     | ■ 빨간색 ■ 파란색 | - 범죄수사, 교통단속, 그 밖의 긴급한 경찰 업무용으로 사용되는 차량. - 군 내부의 질서유지 및 부대의 질서있는 이동을 유도하는데 사용되는 국군 및 주한국제연합군용 차량. - 경찰용 견인차. - 도주자의 체포 또는 피수용자의 호송, 경비를 위하여 사용되는 법무부 소속 교도소 또는 교정기관용 차량. |
| 소방업무용                     | ■ 빨간색          | - 소방용 차량에 장착되는 경광등으로, 100% 빨간색만이 존재한다. - 119 구급차의 경우 과거에는 초록색 경광등을 사용했지만 2014년 이후 소방차하고 동일한 빨간색으로 변경되었다. |
| 사설보안 & 견인차 & 도로관리용 | ■ 노란색          | - 전신, 전화의 수리공사 등 응급작업에 사용되는 차량. - 우편물의 운송에 사용되는 자동차 중 긴급배달우편물의 운송에 사용되는 차량. - 전기사업, 가스사업 그 밖의 공익사업 기관에서 위해방지를 위한 응급작업에 사용되는 차량. - 민방위 업무를 수행하는 기관에서 긴급예방 또는 복구를 위한 출동에 사용되는 차량. - 도로의 관리를 위하여 사용되는 자동차 중 도로상의 위험을 방지하기 위하여 응급작업에 사용되는 차량. - 전파감시업무에 사용되는 차량. - 기타 차량. - 「자동차관리법」에 의한 구난형 특수차량. - 도로의 청소를 위한 노면청소용 차량. - 사설 보안업체 차량. - 한국도로공사 및 기타 민자고속도로 관리차량. - 도로청소용 차량. - 사설 견인차. - 제설차. - 과적단속차량. |
| 병원 구급차 & 혈액 공급용      | ■ 초록색          | - 병원, 보건소, 사설 구급차, 대한적십자사 등의 혈액운송차량 등에 장착되는 경광등으로 100% 초록색만이 존재한다. |

## 형태에 따른 경광등 분류

### 차량 내부용
청와대 경호실 경호용, 암행순찰차, 의전용 차량에도 라디에이터 그릴 뒤에 경광등이 부착된 차량들이 있다.
평소에는 일반 승용차로 위장을 하고 다니기 때문에 점등을 하지 않으면 바깥에서는 보이지 않는다.

### 리프트 경광등
도로에서 순찰차가 사고처리나 교통단속을 할 때 2차사고로 인한 후방 충돌을 예방하기 위해 기존 장방형 LED 경광등에 리프트하고 LED 화살표를 장착한 형태이다.
경찰용 견인차를 제외한 견인차는 긴급자동차가 아닌 영업용 특수차량이기 때문에 법적으로 청색·적색 경광등이나 사이렌을 장착할 수 없으며 반드시 황색 경광등만 사용하는 것이 원칙으로 되어 있다.
그러므로 정체되는 구간에서 비켜줄 의무도 없고, 도로교통법을 무시하고 달릴 수도 없다.

## 사진

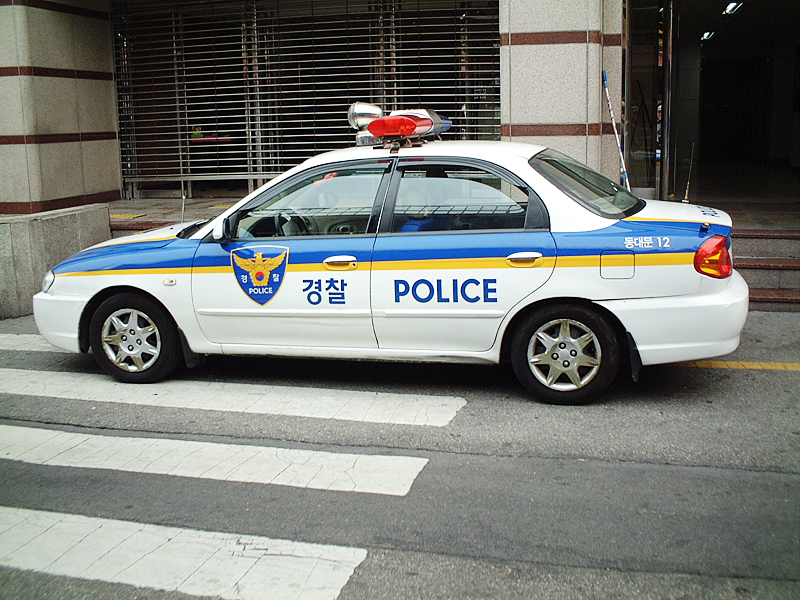
경찰차
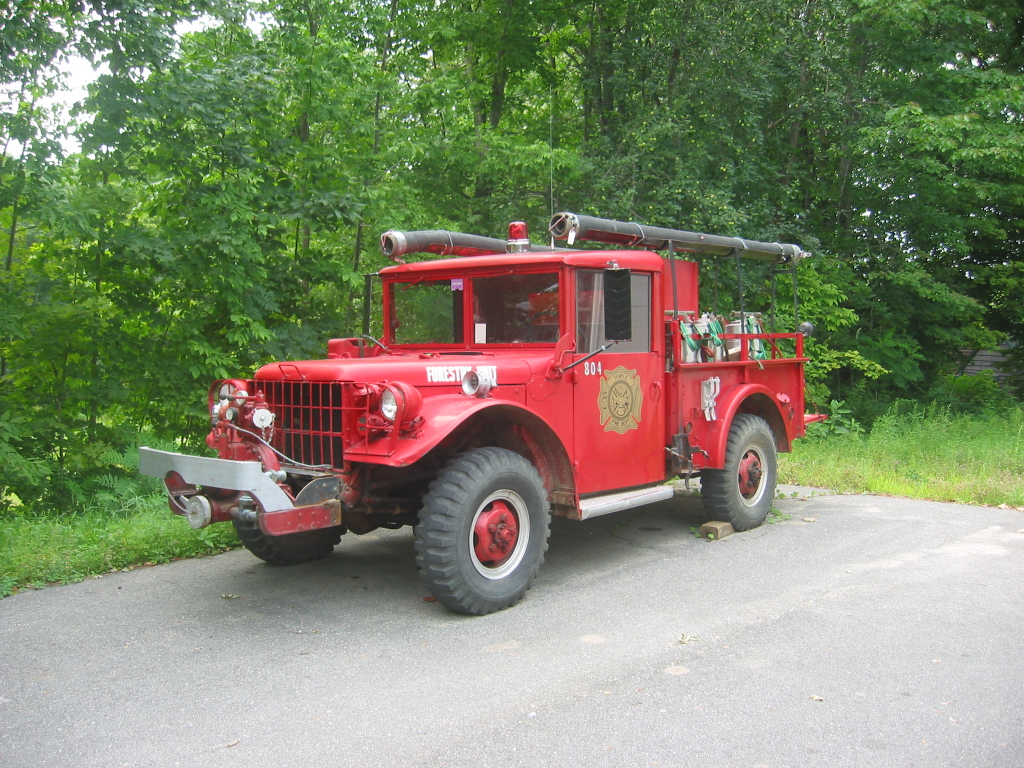
소방차
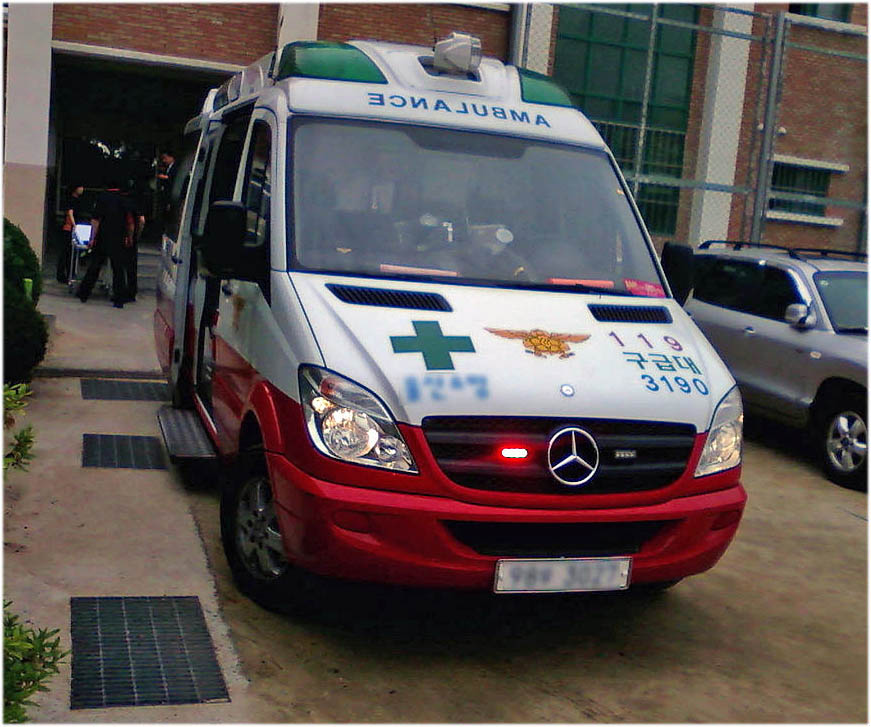
구급차

## 같이 보기
- 긴급자동차 장치(영어판)
  - 긴급자동차 등화장치